# Moder
Moder és un tipus d'humus que s'ha format en aerobiosi.
Els lumbrícids hi són força rars, comparat a l'humus de tipus mull. Els detritívors estan representats per microartròpodes coms als àcars oribats i els col·lèmbols i per petits annèlids, els enquitreids
S'observa sobre la fullaraca de l'horitzó OL que es descompon menys ràpidament que en el tipus mull una acumulació de matèria orgànica envaïda per un abundant filtre de filaments de fongs és o menys espès., on sòbserva un horitzó OF format per restes vegetals i matèries fecals d'insectes i un horitzó totalment humificat de clor negrós, OH. Hi predominen els fongs sapròfits i micorrícics respecte als bacteris i donen al moder una olor particular. L'horitzó A és compacte, gris o negre però amb una lleuger tint vermellós (per la mobilització del ferro), i la relació C/N varia de 15 a 25. El pH és àcid (< 5).